# Silas Schwarz
Silas Schwarz (* 8. November 1997) ist ein deutscher Fußballspieler.

## Karriere
Silas Schwarz spielte zunächst in der Jugend des TSV Schott Mainz, bevor er zur Saison 2015/16 in die 1. Mannschaft des Vereins wechselte, die zu der Zeit in der Oberliga Rheinland-Pfalz/Saar spielte. 2017 stieg er mit den Mainzern in die Regionalliga-Südwest auf, absolvierte in der Spielzeit 29 Partien für den TSV und schoss fünf Tore. Die Mannschaft konnte sich jedoch nicht in der Spielklasse halten und stieg direkt wieder in die Oberliga ab. Die Hälfte der Saison 2018/19 spielte Schwarz noch für Mainz, bevor er im Januar 2019 einen Vertrag beim Regionalligisten SV Waldhof Mannheim erhielt. Er unterschrieb zunächst einen Vertrag bis zum 30. Juni 2020. Mit den Waldhöfern stieg Schwarz in der Saison 2018/19 in die 3. Liga auf und absolvierte am 21. Juli 2019 beim Spiel des Chemnitzer FC gegen Waldhof Mannheim sein Debüt in der Profiliga. Bei den Waldhöfern spielte Schwarz größtenteils in der zweiten Mannschaft, daher wechselte er zur Saison 2020/21 zurück zum TSV Schott Mainz, der in dieser Spielzeit wieder in der Regionalliga spielt.